# Anopheles tessellatus
Anopheles tessellatus este o specie de țânțari din genul Anopheles, descrisă de Theobald în anul 1901. Conform Catalogue of Life specia Anopheles tessellatus nu are subspecii cunoscute.